# Chalybion incisum
Chalybion incisum är en biart som beskrevs av Hensen 1988. Chalybion incisum ingår i släktet Chalybion och familjen grävsteklar. Inga underarter finns listade i Catalogue of Life.